# Sumatraanse olifant
De Sumatraanse olifant (Elephas maximus sumatranus) is een ondersoort van de Aziatische olifant die uitsluitend voorkomt op het Indonesische eiland Sumatra, vooral in de provincie Riau. De Sumatraanse olifant is kleiner dan zijn Indische soortgenoot.

## Beschrijving
Sumatraanse olifanten bereiken een schouderhoogte van tussen de 2 en 3,2 m en wegen tussen 2.000 en 4.000 kg. Ze hebben 20 paar ribben, terwijl de andere ondersoorten van de Aziatische olifant er 19 hebben. Hun huidskleur is lichter dan van de andere ondersoorten en ze hebben de minste pigmentatievlekken.

## Leefwijze
De maximale levensduur in het wild is ongeveer 60 jaar. In gevangenschap worden vrouwelijke exemplaren wel 75 jaar oud, terwijl de mannelijke slechts 60 halen. 

## Voortplanting
De geboortes vinden 's nachts plaats en duren ongeveer 10 seconden. Het kalf kan zelfstandig opstaan na 10 tot 30 minuten.

## Bedreiging
Deze ondersoort is zeer bedreigd; in 2006 wees onderzoek uit dat het aantal Sumatraanse olifanten in Riau op zes jaar tijd bijna gehalveerd was. Dit is voornamelijk te wijten aan het stijgende aantal plantages, en lokale inwoners die de olifanten doden omdat ze zich bedreigd voelen.
In 2011 erkende het IUCN de ondersoort als "kritiek bedreigd". In vergelijking met 1985 verdween 69% van de habitat van het dier. Er zouden nog zo'n 2.400 tot 2.800 exemplaren leven, een halvering sinds 1985.